# 山本草太
山本 草太（やまもと そうた、英語: Sota Yamamoto、2000年1月10日 - ）は、日本のフィギュアスケート選手（男子シングル）。大阪府岸和田市出身。中京大学卒業。主な競技成績は、2022年グランプリファイナル2位、2015年世界ジュニア選手権3位、2014年ジュニアグランプリファイナル2位、2015年ジュニアグランプリファイナル3位、2023年全日本選手権3位、2015年全日本ジュニア選手権1位など。

## 人物
血液型はO型。一人っ子。
母の趣味がフィギュアスケート観戦で、幼少期より一緒にテレビ観戦していた。6歳の時、トリノオリンピックの表彰式でエフゲニー・プルシェンコが金メダルを獲得するのを見、「僕も金メダルが欲しい」と言って、大阪府立臨海スポーツセンターへ連れて行ってもらった。初めてのリンクでは、「みんな簡単そうに滑っていたので、手すりも持たずにリンクに乗ったら、一歩目ですてんって転んだ。痛かった」と語っている。
大阪時代は、林祐輔、大西勝敬に師事。リンクメイトに友野一希、須本光希がいた。
小学6年生の夏、テレビ大阪「ときめき☆ドリームキッズ」の企画で、織田信成とUSJを訪問。スケートの指導も受ける。当時11歳の山本について、織田は「スピード感がすごいある。ジャンプもスピードを上手く使って跳べている」と評した。
中学1年生の夏、全日本ノービス選手権での優勝を目指していたが、近畿選手権で惨敗。「名古屋にジャンプを教えるのが上手な先生がいる」と母が聞きつけ、数日後には名古屋へ転居。長久保裕に師事する。
ジュニアグランプリファイナルで2年連続表彰台、リレハンメルユースオリンピックで金メダル、初出場の世界ジュニア選手権で銅メダルなど、将来を嘱望された選手であり、平昌オリンピック日本代表の有力候補だった。「羽生2世」と呼ぶ向きもあった。
2016年3月、世界ジュニア選手権への出発当日の練習中に3回転アクセルで転倒、右足首を骨折。競技会から遠ざかった。
2017年5月、氷上練習を再開するも、家族の事情で長久保が退任。同年9月、中部選手権で実戦復帰。平昌オリンピック出場について、「コーチは100％諦めています。自分も99.9％は諦めています」と発言。一方、2年ぶりの出場となった全日本選手権（平昌オリンピック代表選考会）の前には、「怪我をする2年前までは全日本選手権に出場することを当たり前のように思っていたが、今は出場できることが幸せなことだと感じており、今出来る全力を出し全日本選手権に出られることに感謝を込めて演技をしたい」と語っている。
高校卒業後、中京大学スポーツ科学部に進学。学業と並行して競技を続けていたが、大学2年次の2020年1月、練習拠点をひょうご西宮アイスアリーナに移した。その後、大阪府立臨海スポーツセンターへ再度拠点変更。2021年1月からメインコーチ不在となり、中京大学アイスアリーナで一人で練習する状況が続いたが、同年7月より樋口美穂子、山田満知子に師事。2022年3月の樋口の独立以降は、山田満知子、本郷裕子に師事。
大学は2020年から休学していたが、2022年4月に復学、2024年3月卒業した。卒業後も中京大学アイスアリーナを主な練習拠点として活動する。
骨折した患部には3本のボルトが入っているが、「抜かなくていいボルト」である。目標はミラノ／コルティナ・ダンペッツォ五輪出場。
2021年9月、スポーツギフティングサービス「Unlim（アンリム）」に参加。

## 他スケーターとの関係
●羽生結弦
「2009年全日本選手権で、自分がフラワーボーイとしてリンクサイドから生で演技を見て以来、憧れの存在です」と語っている。2014年全日本選手権では、順位（羽生1位、山本6位）が確定した直後、「やったね、おめでとう」と声をかけられ、笑顔で握手を交わした。2019年には、初めて同じ国際大会（NHK杯）に出場。試合前の公式記者会見で「羽生のどういうところを学びたいか」と問われた山本は、長考の後、「言い出したらきりないんですけど、あの構成で完璧な演技をするのって本当に難しいと思いますし、その裏にすごい努力があるんだと思いますし。僕も全然戦えるという立場ではないですけれど、目標というか憧れとして、少しでも近づけるように頑張りたいと思っています」と述べた。それに対し羽生は、「グランプリシリーズだからこそ感じられるものってたくさんあると思うので、そこで出しきることの大変さとか、どれだけ世界との差があるのかとか感じながら、試合頑張ってください」とエールを送った。
●エフゲニー・プルシェンコ
プルシェンコのバンクーバーオリンピックでの演技について、「4回転を跳ぶ選手が少ない中で成功させていてかっこいいなと思ったし、夢をもらえた。僕もいつかは、と思いました」と語っている。2015年のドリーム・オン・アイスで初対面。黒い瞳（プルシェンコは1999-00シーズン、山本は2020-21シーズンに使用）については、「（プルシェンコの黒い瞳は）迫力があって華やか」「何回も見ています」と述べている。
●宇野昌磨
2014年ジュニアグランプリファイナル、2015年世界ジュニア選手権で共に表彰台。シニア移行後も中京大学アイスアリーナで「よく一緒に練習」し、2019年10月のフィンランディア杯で、国際大会では約5年ぶりとなるワンツーフィニッシュを飾った。2022年11月のNHK杯でもワンツーフィニッシュ。宇野は記者会見で「一緒にファイナルに行けることはとてもうれしいです」と述べた。
●ネイサン・チェン
2015年3月の世界ジュニア選手権では、山本3位、チェン4位。2015年9月のジュニアグランプリシリーズ・コロラドスプリングス大会では、山本3位（4回転トウループ1本成功）、チェン1位（4回転トウループ2本成功）。「レベルの差を感じるようになって、悔しい思いをしました」「（2016年3月の骨折は）疲労が重なって痛めたという感じだったと思います。そのシーズン、ジャンプの練習は相当やっていました」と振り返っている。チェンは2018年のインタビューで、「（ソウタは）すごく印象的な選手だった」「彼とは子どもの頃から何度も一緒にスケートをしてきたし、それを誇りに思っています」と語っている。山本は2019年のインタビューで、「（チェンが）先の方に行っちゃったのは確かです。でも、トップとの距離を感じられるのも、自分がスケーターとして、競う場に戻ってこれたから。怖がらず、攻めていかないといけない立場です」と語っている。
●髙橋大輔
髙橋大輔が「現役復帰を後押ししたのは、2017年全日本選手権の山田耕新と山本の演技だった」と発言したことについて、山本は「恐れ多いですよ」と述べている。
●友野一希
2人は親友同士でサウナ好き。元々は友野から開拓していた時に、山本自ら「（友野）一希に誘って貰って大好きになりました」と仲間入り。友野は「（山本）草太は今一緒に行くと、隣で『良いなあ』と言ってます。ハマりましたね」と笑顔で語っている。サウナの流儀について、山本は「激アツ、キンキン」。友野は「水風呂」とし「サウナは水風呂を如何に気持ち良く入るか。ただ、疲れている時には行かないようにしてますが。それでも、無心になれるので行ってしまいますね」と話す。現在では山本曰く「一希よりもサウナへストイックに通ってます。今は週2回位で、このNHK杯の前も行って来ました」と誇っている。又、友野は山本との親交関係に「草太とはスケートを始めた頃からよく一緒でした。仲良しというか、隣に居たら凄く落ち着く存在で。シニア以降も遊ぶとか思っていなかったが、兎に角何でも話し合える仲です」と、「草太愛」についてコメントしていた。

## 趣味・嗜好
高校生の頃はクラッシュ・オブ・クランをやっていた。
大学生になった2019年には「趣味がなくて困っている」と発言したが、2020年には「大声で歌う」こと、2022年は「サウナ」「アロマ」を趣味として挙げた。
なお2022年8月のげんさんサマーカップでは、男子シングル2位・友野一希と4位・山隈太一朗、更に同年12月の全日本選手権でも男子シングル2位・島田高志郎や3位・友野と、競技終了後に揃ってサウナ風呂へ出向いた事を明かしている。
好きな食べ物は味噌カツ。嫌いな食べ物はフキ。

## 経歴

### ノービス時代

#### 2011-12シーズン
アジアフィギュア杯ノービスクラスで2位に入る。
近畿選手権ノービスクラスAで2位となり、全日本ノービス選手権に出場。本田太一に次いで2位となる。初めて出場した全日本ジュニア選手権では、11位となる。
トリグラフトロフィーノービスクラスで、国際大会初優勝を飾る。

#### 2012-13シーズン
愛知県名古屋市に拠点を移し、長久保裕に師事。
近畿選手権ノービスクラスAで2位、全日本ノービス選手権で優勝。全日本ジュニア選手権では4位に入る。

### ジュニア時代

#### 2013-14シーズン
ジュニアグランプリシリーズに参戦し、ジュニアグランプリリガ杯に出場。ショートプログラムでは、単独ジャンプの着氷が乱れ11位スタートなる。フリースケーティングでは、3回転アクセルに挑むも回転不足での両足着氷となり、3回転フリップが1回転となるなど、ジャンプでのミスが目立ち12位、総合で11位に終わる。
全日本ジュニア選手権では、ショートプログラムで3位に入り、フリースケーティングでは順位を落としたものの、総合で5位となる。
初出場となった全日本選手権では、ショートプログラムで11位、フリースケーティングで19位、総合で14位となり、新人賞を受賞する。
シーズン終盤、プランタン杯のジュニアクラスで優勝。

#### 2014-15シーズン
初戦であるジュニアグランプリシリーズクールシュヴェルでは、ショートプログラムにて3回転アクセルが回転不足となるが、コンビネーションジャンプと単独のジャンプを成功させて3位となる。フリースケーティングでは3回転アクセルで転倒するものの、演技をまとめ2位。総合でも2位に入り、国際スケート連盟（ISU）主催の公式大会で初の表彰台に立った。
続くジュニアグランプリシリーズタリン杯では自身初の200点超えを達成し2位に入り、ジュニアグランプリファイナルに進出。
ジュニアグランプリファイナルでは、ショートプログラムにて国際試合で初めて3回転アクセルを成功させてジュニアの歴代最高得点（当時）を叩き出し、1位。フリースケーティングでは、冒頭の3回転アクセルが1回転になるミスはあったものの、その他のジャンプを成功させて3位、総合で宇野昌磨に続き2位となった。
全日本選手権では、ショートプログラム7位、フリースケーティングで6位、総合で6位に入賞。
初出場となった世界ジュニア選手権では、ショートプログラムで3回転アクセルの着氷が乱れ7位と出遅れる。フリースケーティングでは、3回転アクセル+2回転トウループをGOE1点以上の加点で成功、続く単独の3回転アクセルも成功し、1つのプログラムで2度の3回転アクセルを決めるなど、自己ベストを更新。銅メダルを獲得した。

#### 2015-16シーズン
初戦となるジュニアグランプリシリーズコロラドスプリングスでは、3回転アクセルが1回転となるミスが響き、得点を伸ばせず2位スタートとなる。フリースケーティングでは、国際試合で初めて4回転トウループを成功、演技後半の3回転アクセルで転倒するものの、その後の演技をまとめ3位
。総合でも3位に入る。2戦目となるジュニアグランプリシリーズコペルニクススターズでは、ショートプログラムで2位スタート、フリースケーティングでは冒頭の3回転アクセルと4回転トウループを成功、演技後半の3回転ルッツ-3回転トウループで着氷が乱れたものの、自己ベストを更新して1位となり、トータルでも1位。国際スケート連盟主催の公式大会で初の優勝となり、ジュニアグランプリファイナル進出を決めた。
全日本ジュニア選手権では、ショートプログラムでミスはあったものの、フリースケーティングで4回転トウループ-3回転トウループを決めるなど総合1位となり、初優勝を果たす。
2年連続での出場となったジュニアグランプリファイナルでは、ショートプログラムでスピンでの得点が0点となるなど得点を伸ばせず、3位。フリースケーティングでは、3回転アクセルで転倒、続く4回転トウループが2回転となるなどミスがあったが、演技後半に2連続・3連続のコンビネーションジャンプを決めるなど盛り返し、総合で3位となり、2年連続でメダルを獲得した。
全日本選手権では、ショートプログラムで4回転トウループが2回転となり11位スタートとなるが、フリースケーティングで4位となり、総合6位と順位を上げた。
リレハンメルユースオリンピックでは、ショートプログラムで全てのジャンプを着氷させて1位、フリースケーティングでは、冒頭の3回転アクセルと4回転トウループでのミスはあったものの4位となり、総合では優勝を決めた。
出場予定だった世界ジュニア選手権の直前、大会に向けての移動日当日の練習中に右足首を骨折、出場を辞退した。

### シニア移行後

#### 2016-17シーズン
右足首の骨折後、5月に氷上練習へ復帰。回復は順調であり、長岡市で開催されたドリーム・オン・アイスへ出演。
シニアクラスへの移行を予定していたが、7月末に右足内側の踝を疲労骨折し、チャレンジャーシリーズオータムクラシックを欠場した。9月にボルトを入れる手術を受けたが、復帰予定であった10月末の西日本選手権直前に同じ箇所を怪我してしまい、さらにエントリーされていたグランプリシリーズの出場も辞退した。

#### 2017-18シーズン
2度の骨折と3度の手術を経て、9月末の中部選手権で復帰。ジャンプは全て1回転での構成で、合計109.06点で4位となる。
11月にアクシオン福岡で開催の西日本選手権でトウループとサルコウの2種類の3回転ジャンプを跳び、ショートプログラム62.24点、フリースケーティング132.94点、合計195.18点獲得で5位に入り、翌月の全日本選手権への進出を決めた。
2年振りの出場となった全日本選手権では、ショートプログラムにて3回転トウループ-2回転トウループの予定だったコンビネーションジャンプのセカンドジャンプを3回転トウループに、さらには3回転サルコウを3回転ループに変更するなど演技中に難易度を上げ、72.88点で8位につける。フリースケーティングでもループ・サルコウ・トウループの3種類の3回転ジャンプを入れた構成で135.39点を獲得、トータル208.27点獲得と200点超えを達成した。
2年振りの国際大会となったプランタン杯では、ショートプログラムで3回転フリップを入れた構成で臨み、フリースケーティングにて復帰後では初めて3回転ルッツを跳んで、トータルスコア197.81点で5位。5種類の3回転を実戦で組み込む構成で臨んだ。

#### 2018-19シーズン
シーズン初戦は、チャレンジャーシリーズアジアフィギュア杯に出場。ショートプログラムでは、3回転ルッツからのコンビネーションジャンプで着氷が乱れたものの、演技後半の3回転フリップを着氷させて6位につける。フリースケーティングでは、演技冒頭の3回転アクセルを復帰後初めて成功、3回転ルッツ-3回転トウループの着氷が乱れたものの、続く単独の3回転ルッツを成功、3回転フリップを加点付きで成功させるなど、141.00点獲得で1位となり、逆転で国際スケート連盟主催の公式大会での3シーズン振りの優勝を飾った。
チャレンジャーシリーズ2戦目は、フィンランディア杯に出場。ショートプログラムで3回転アクセルを成功させるが、3回転ルッツ-3回転トウループのコンビネーションジャンプ、3回転フリップでの着氷が乱れるなどジャンプでのミスがあり、8位となる。フリースケーティングでは、3回転アクセルからのコンビネーションジャンプで着氷が乱れ、続く3回転アクセルが1回転半となるミス、3回転ルッツからのコンビネーションジャンプは着氷するものの、単独の3回転ルッツで手をつくなど、前半のジャンプにミスが続き10位。総合で9位となった。
7月末に行われた選考会を経て、グランプリシリーズの第4戦に当たる、NHK杯への出場が決まった。
グランプリシリーズ初出場となったNHK杯のショートプログラムでは、冒頭の3回転アクセルを成功。コンビネーションジャンプで3回転ルッツの着氷が乱れてセカンドジャンプが2回転となったものの、単独の3回転フリップを成功させて6位につける。
フリースケーティングでは、冒頭の3回転アクセルが1回転となるが、続くジャンプを3回転アクセルに変更し、成功させる。演技後半の3連続ジャンプが1回転となったほか、ルッツジャンプでエッジエラーを取られる等のミスがあり、スピンでエッジをつかむ際に負傷をするなどアクシデントにも見舞われたが、フリースケーティングでは5位となり、総合でも6位に入った。
全日本選手権では、ショートプログラムにて3回転アクセルで転倒。その後は3回転ルッツからのコンビネーションジャンプと3回転フリップを着氷、スピン全てでレベル4を獲得するも、3回転アクセルの転倒が響き、71.95点で10位スタートとなる。
フリースケーティングでは、演技冒頭の4回転トウループを成功。その後は3回転アクセルが1回転となるミスや、コンビネーションジャンプを予定していた3回転ループでの転倒もあり得点を伸ばせず、140.74点で8位。トータルスコアは212.69点獲得で9位となった。しかし、ジュニア時代に成功させていた4回転トウループは、怪我からの復帰後初めて試合で着氷。スピンも全てでレベル4を獲得するなど、完全復活へ期待が高まる演技内容となった。
シーズン最終戦となる、チャレンジカップへ出場。ショートプログラムで4回転トウループを加点2点以上で成功、続く3回転アクセルで転倒するも、3回転ルッツ-3回転トウループのコンビネーションジャンプを成功させて、スピン全てでレベル4を獲得、 82.24点で首位に立つ。
フリースケーティングでは、冒頭の4回転トウループをGOE3.23点を引き出す出来栄えで成功、3回転ルッツ-3回転トウループで若干着氷が乱れたほかはミスなくまとめ、フリートップとなる171.63点を獲得、国際スケート連盟非公認ながら自己ベストを上回るトータル253.87点で優勝した。

#### 2019-20シーズン
シーズン初戦は、チャレンジャーシリーズUSクラシックに出場。ショートプログラムでは、今シーズン習得した4回転サルコウを3回転トウループとのコンビネーションジャンプで成功、4回転を予定していたトウループジャンプが2回転となるミスはあったものの、82.88点を獲得し自己ベストを更新して、3位につける。フリースケーティングでは、冒頭の4回転サルコウ-3回転トウループのセカンドジャンプで着氷が乱れ、続く単独の4回転サルコウが回転不足となり転倒。4回転トウループと3回転アクセル-2回転トウループのコンビネーションジャンプ、単独の3回転アクセルを加点付きで成功させるも、3回転ルッツが回転不足となり転倒。3連続ジャンプでも着氷が乱れるなど、ジャンプにミスはあったが、157.23点を獲得して自己ベストを更新。トータルスコア240.11点獲得で、トータルスコアでも自己ベストを更新して2位となった。
2戦目は、2年連続でチャレンジャーシリーズフィンランディア杯に出場。ショートプログラムでは、冒頭の4回転サルコウ-2回転トウループのコンビネーションジャンプを成功、続く4回転トウループを成功させるなど、ジャンプすべてを加点の付く出来栄えでまとめ、自己ベストを10点近く更新する92.81点を獲得、宇野昌磨を抑えて首位に立つ。
フリースケーティングでは、冒頭の4回転サルコウ-2回転トウループのコンビネーションジャンプは着氷したものの、単独の4回転サルコウと4回転トウループが回転不足となり転倒、3回転アクセルでも転倒するなど得点を伸ばせず、130.43点で6位。トータルでは223.24点に留まり、ショートプログラムから順位を下げて2位となった。
グランプリシリーズは、2年連続でNHK杯に出場。ショートプログラムでは、冒頭の4回転サルコウ-3回転トウループのコンビネーションジャンプを成功させたが、続く4回転トウループが2回転となるミスで規定からノーカウントとなる。演技後半の3回転アクセルでも着氷でバランスを崩し、74.88で7位スタートとなる。フリースケーティングでは、4回転サルコウからのコンビネーションジャンプを成功させるが、コンビネーションジャンプを予定していた4回転トウループが2回転となる。単独の4回転トウループを成功させるも、続く3回転アクセルで着氷が乱れ、3連続ジャンプを予定していた3回転ルッツの着氷で手をついてしまう。3回転フリップを3連続ジャンプでリカバリーするも、スピン・ステップでのレベルの取りこぼしがあり、得点を伸ばせず151.39点でフリー5位となる。トータルスコア226.27点獲得で、昨年と同様に6位となった。
全日本選手権では、ショートプログラムの演技開始直後にエッジが抜けて転倒、NHK杯に続いて4回転トウループが2回転になるなどミスが相次ぎ、68.16で13位と出遅れる。フリーでは、3回転アクセルを含む演技後半のジャンプを加点付きで成功、伸びやかなスケーティングを見せて巻き返し、152.33でフリー7位。前年より順位を上げて総合7位に入った。試合後、邦和スポーツランドを退会。
コーチを林祐輔に変更しての初戦となるはずだったプランタン杯は、新型コロナウイルスの影響により派遣中止となった。

#### 2020-21シーズン
7月から大西勝敬の指導を受け始め、9月より正式に師事。
中部選手権、ジャパンオープン、西日本選手権を経て、3年連続でNHK杯に出場。ショートプログラムでは、ジャンプのミスが相次ぎ62.38で9位と出遅れる。フリーでは、スピンをレベル4で揃え、3回転アクセル-オイラー-3回転サルコウのコンビネーションジャンプを成功させるも、他のジャンプが奮わず127.81でフリー7位、総合8位に終わった。
全日本選手権では、ショートプログラムの構成から4回転サルコウを外し、大きなミスなく演技をまとめる。スピンもレベル4で揃え、82.60で6位につける。最終グループで迎えたフリーでは、冒頭の4回転サルコウで加点2.36を得、スピンをレベル4で揃えるも、6本のジャンプでGOEマイナス評価。134.74でフリー9位、総合9位に沈んだ。試合後大西のもとを離れ、再びメインコーチ不在となる。

#### 2021-22シーズン
7月より樋口美穂子、山田満知子に師事。
中部選手権、ジャパンオープンを経て、グランプリシリーズカナダ大会に出場（海外でのグランプリシリーズ参戦は自身初）。ショートプログラムでは、冒頭の4回転サルコウを成功させるも、続く3回転アクセルが2回転となり、78.78で7位。フリーでは、序盤の4回転トウループでミスが続いたが、後半立て直して146.96でフリー8位。総合7位で終えた。
欠場した羽生結弦に代わり、4年連続でNHK杯に出場。ショートプログラムでは、すべての要素でプラス評価を得（3回転アクセルはq判定）、スピンもレベル4で揃えて86.05で5位。フリーでは、前半3つのジャンプが回転不足となるも、以降は演技をまとめて152.85でフリー8位。総合7位となった。
翌週、チャレンジャーシリーズワルシャワ杯に出場。ショートプログラムでは、NHK杯でq判定を受けた3回転アクセルに成功、他の要素でもすべてプラス評価を得、自己ベストに迫る91.75で1位。フリーでは、前半2回の転倒があったものの、後半立て直して155.90でフリー3位。総合では優勝を果たし、合計スコアの自己ベストも更新した。
全日本選手権では、ショートプログラムのステップシークエンスで今季初のレベル4を獲得。他の要素でもすべてプラス評価を得、参考記録ながら自己ベストを更新する93.79で4位につける。フリーでは、冒頭の4回転トウループで転倒、4回転サルコウがダウングレード判定、アクセルジャンプは1回転となる。演技後半で再度3回転アクセルに挑戦するも2回転に終わり、146.39でフリー12位。総合8位に終わった。
3年ぶりにチャレンジカップに出場。ショートプログラムでは、大きなミスなく演技をまとめ、90.25で1位。フリーでは、6本のジャンプでGOEマイナス評価、終盤の足換えコンビネーションスピンでも得点を伸ばせず、147.51でフリー3位。総合3位でシーズンを終えた。

#### 2022-23シーズン

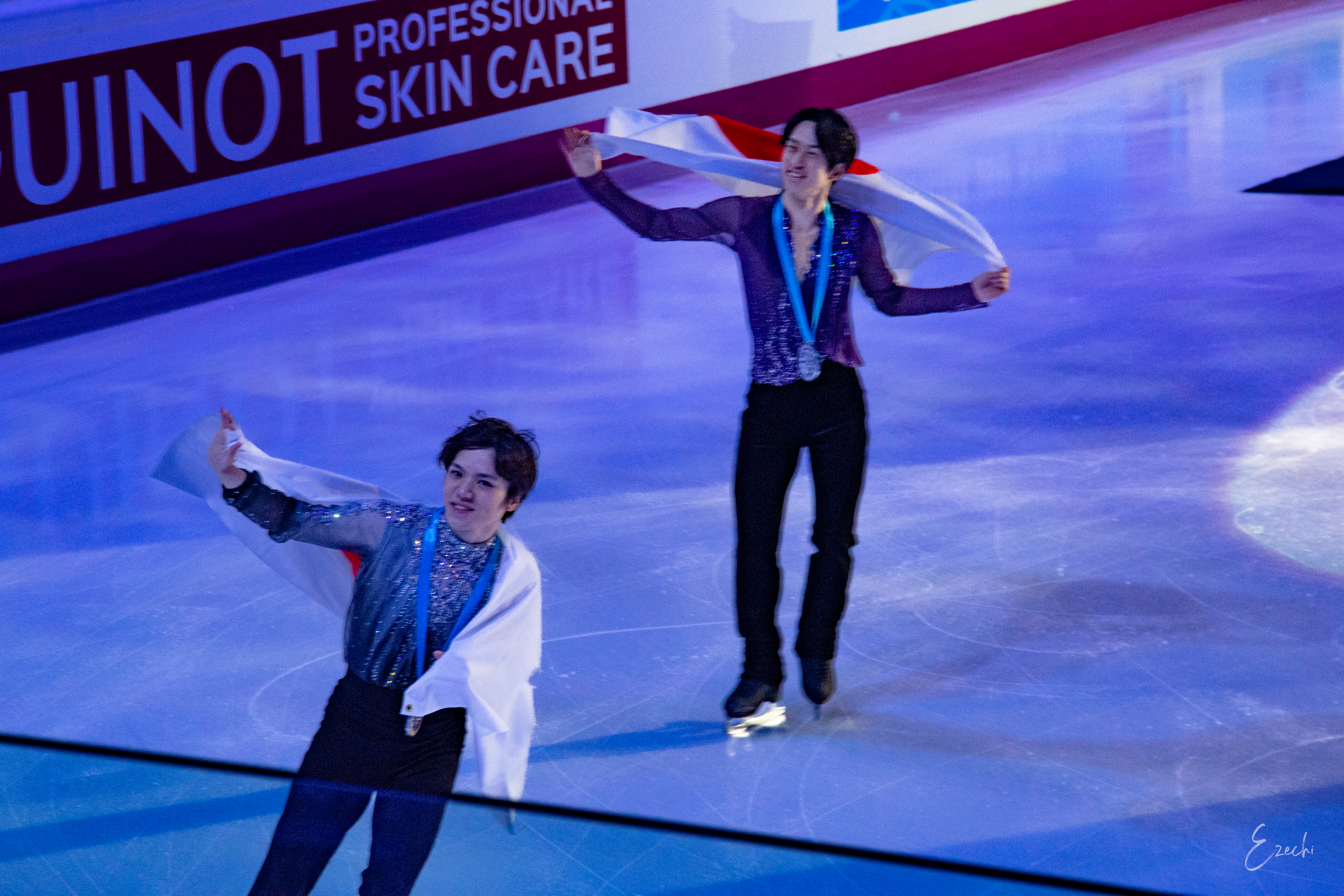
2022年ISUグランプリファイナルでウィニングランをする山本草太（奥、手前は優勝した宇野昌磨）

シーズン序盤は、みなとアクルス杯、げんさんサマーカップ、中部選手権に出場。グランプリシリーズは、フランスグランプリ、NHK杯の2戦にアサイン。フランスグランプリでは、SP1位で迎えたFSは3位ながら自己ベストを更新する好成績で合計でも2位に入り、初めて表彰台に立った。次戦NHK杯では、自己ベストを更新する好成績でSP1位でFSに進むも、FSではジャンプにミスが出たりと6位となったが、合計で2位に入り、シニアデビューから７季目で初のファイナル進出を決めた。ファイナルでもFSで自己ベストを更新し合計で2位となり、表彰台に立った。
全日本選手権では、ショートプログラムで4回転サルコウが2回転になり、86.89で3位。フリースケーティングでは、ステップシークエンスでレベル4を獲得したものの、4回転サルコウ・トウループのミスが響いて158.92、フリー7位。ショート・フリーともに今季最低点で、合計245.41、総合5位に終わった。しかし、「グランプリファイナル2位」「ISU公認シーズンベスト（合計274.35）が日本勢2位」であることから、世界選手権代表に選出された。
欠場した鍵山優真に代わり、冬季ワールドユニバーシティゲームズに出場。ショートプログラムでは、4回転サルコウでGOE3.30、全てのスピン・ステップシークエンスでレベル4を獲得し、参考自己ベスト101.32で1位。フリースケーティングでは、4回転サルコウと3回転アクセルにミスがあったものの、演技構成点で高評価を得、173.54でフリー1位。合計点も参考自己ベスト（274.86）となり、優勝した。
2年連続3回目のチャレンジカップ出場。ショートプログラムでは、冒頭の4回転トウループ-3回転トウループでGOE3.04を得るも、4回転サルコウがアンダーローテーション、3回転アクセルがステップアウトとなり、84.72で2位。フリースケーティングでは、4回転トウループのミスがあったものの、4回転サルコウと3回転アクセルで加点を得、160.89でフリー2位。総合2位で終えた。
初出場の世界選手権では、ショートプログラムの全ジャンプでマイナス評価。フライングキャメルスピンも着氷が乱れてマイナス評価となり、75.48で17位。フリースケーティングでは、単独の4回転トウループ、3回転アクセルは成功したものの、4回転サルコウで転倒するなどして得点を伸ばせず、156.91でフリー15位。総合15位に終わった。

#### 2023-24シーズン

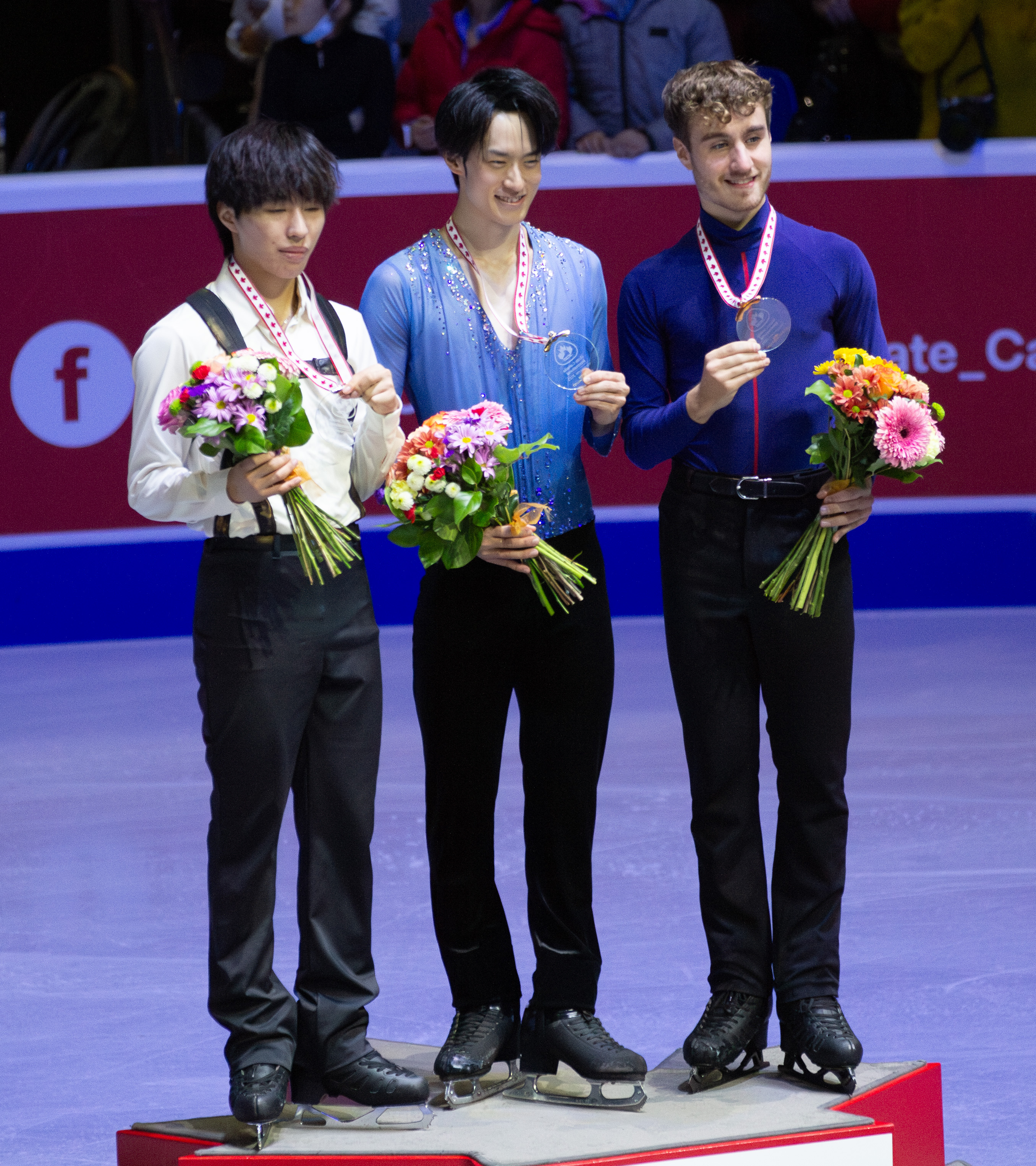
2023年スケートカナダの表彰式にて、2位の三浦佳生（左）、3位のマッテオ・リッツォ（右）とともにメダルを掲げる山本（中央）

げんさんサマーカップを経て、チャレンジャーシリーズオータムクラシックに初出場。ショートプログラムでは、冒頭の4回転サルコウでGOE2.72を得るも、4回転トウループと3回転アクセルで大きく失点し、70.39で7位。フリースケーティングでは、3回転アクセルが2本とも1回転になったが、4回転サルコウ、4回転トウループ-3回転トウループを成功させ、160.84でフリー3位。総合4位で終えた。
中部選手権を経て、グランプリシリーズカナダ大会に2年ぶりに出場。ショートプログラムでは、4回転サルコウとフライングキャメルスピンで減点されるも、他の要素はGOEプラスで揃え、ステップシークエンスでもレベル4を獲得。89.56で1位。フリースケーティングでは、3本の4回転すべてでGOE2以上を得たが、3回転アクセルが転倒・ステップアウトとなり、168.86でフリー3位。合計点では逃げ切り、グランプリシリーズ初優勝を飾った。
続いて、グランプリシリーズ中国杯に初出場。ショートプログラムでは、4回転サルコウの回転が抜けて3回転になるなど、ジャンプのミスが続き、75.48で8位。フリースケーティングでは、4回転サルコウでGOE2.91を得るなどし、スケートカナダを上回る170.10をマークしたが、フリー5位。総合6位に終わり、2年連続のグランプリファイナル進出はならなかった。
全日本選手権では、ショートプログラムで全ジャンプ成功。足替えシットスピンでも高評価を得、94.58で2位。フリースケーティングでは、すべての要素でGOEプラス評価、スピンステップもレベル4で揃え、技術点は全体1位の107.04を獲得。192.42でフリー3位、総合3位となり、10回目の全日本選手権で初めて表彰台に上がった。フリーと合計点の参考自己ベストも更新し、四大陸選手権代表に選出された。
初出場の四大陸選手権では、ショートプログラムを大きなミスなくまとめ、94.44で4位。フリースケーティングでは、冒頭の4回転サルコウで転倒、続く4回転トウループでも手をついたが、残る5本のジャンプは成功。コレオシークエンスではシーズンベストのGOEを得、168.99でフリー4位。総合4位で終えた。

#### 2024-25シーズン
チャレンジャーシリーズネーベルホルン杯が初戦となる。ショートプログラムでは、4回転サルコウが2回転に抜けるミスがあり、79.00で3位。フリースケーティングでは、4回転フリップは回避したものの、演技後半の4回転トウループを含む全てのジャンプを成功させ、183.72でフリー1位。フリーの自己ベストを更新し、優勝した。
続いて、グランプリシリーズカナダ大会に2年連続出場。ショートプログラムでは、3回転アクセルの着氷が詰まったものの、大きなミスなく演技をまとめ、92.16で3位につける。フリースケーティングでは、4回転サルコウで回転不足、演技後半の4回転トウループがダウングレード判定となるなど得点を伸ばせず、164.84でフリー3位。昨年優勝者として迎えた大会を、総合4位で終えた。
続いて、グランプリシリーズフィンランディア杯に出場。ショートプログラムでは、4回転サルコウの着氷が乱れ、3回転アクセルでも両手をつくミスがあり、82.43で4位。フリースケーティングでは、スケートカナダで取りこぼしたスピンのレベルを揃えたものの、4回転サルコウと3回転アクセルでミスがあり、167.48でフリー3位。総合4位で終え、グランプリシリーズでの3年連続メダル獲得はならなかった。
全日本選手権では、ショートプログラムで4回転サルコウが3回転に、続く3回転アクセルも転倒判定となり、80.10で7位。フリースケーティングでは、すべての4回転ジャンプと3回転アクセルでマイナス評価、スピンでも取りこぼしが目立ち、136.99でフリー12位。シニア移行後最低となる総合10位で終えた。試合後、Road to 26 Trophyへの派遣が発表された。
欠場した三浦佳生に代わり、冬季ワールドユニバーシティゲームズに出場。ショートプログラムでは、4回転サルコウが2回転に抜けるミスがあり、78.81で6位。フリースケーティングでは、4回転フリップに挑戦（2022年中部選手権以来、2度目の実戦投入）、アンダーローテーションで着氷する。その後4回転トウループ-3回転トウループは成功したものの、複数のジャンプでq判定を受け、163.42でフリー5位。前回優勝者として迎えた大会を、総合6位で終えた。
続いて、Road to 26 Trophy（五輪プレ大会）に出場。ショートプログラムでは、ジャンプの順番を入れ替え、冒頭の4回転サルコウで加点2.72を得る。しかし、3回転アクセルでq判定を受けるなどして得点を伸ばせず、83.79で4位。フリースケーティングでは、4回転サルコウと4回転トウループ-3回転トウループに成功するも、その後はジャンプミスが続き、153.68でフリー3位。総合3位で終えた。

## 技術・演技
ジュニア時代に、アクセルを含む6種類の3回転ジャンプと、4回転トウループを競技会で成功させた。練習では4回転サルコウも着氷していた。
怪我から復帰した2017-18シーズンは、試合ごとにジャンプの難度を上げ、シーズン終盤のプランタン杯では、アクセルを除く5種類の3回転ジャンプをプログラム構成に組み込んだ。
2018-19シーズンより、3回転アクセルと4回転トウループをプログラム構成に組み込んだ。シーズン終盤のチャレンジカップでは、ショートプログラム・フリースケーティングで4回転トウループを成功させた。また、トウループ以外の4回転ジャンプのバリエーションを増やす考えであると言及した。
2019-20シーズンより、4回転サルコウをプログラム構成に組み込み、チャレンジャーシリーズUSクラシックで初めて成功させた。
山本のスケーティングについて、荒川静香は「なめらかに、いつの間にか加速している」、本田武史は「無理のないスケーティングをしながら、トップスピードまで簡単に持っていける」、髙橋大輔は「一蹴りでものすごいスピードを出せるっていうのは、なかなかできる人が多いわけではない」と評している。山本のイーグルについて、町田樹は「とても美しいと思います。イーグルというのは、脚から腰、背中にかけて、途切れることのない直線を作るのはなかなか難しいんですよね。それが（山本の場合）きちっと一直線になっています」と評している。
多くのスピンでレベル4の評価を受ける。4回転ジャンプをプログラム構成に組み込んでからは、取りこぼしが見られるようになり、「難しい構成でも、しっかりやっていかなければならない」と話している。

## 競技成績

### ISUパーソナルベストスコア
- SP - ショートプログラム、FS - フリースケーティング
- TSS - 部門内合計得点（英: Total segment score）は太字
- TES - 技術要素点（英: Technical element score）、PCS - 演技構成点（英: Program component score）

| 部門 | 種類 | 得点   | 大会                       |
| ---- | ---- | ------ | -------------------------- |
| 総合 | TSS  | 274.35 | 2022年グランプリファイナル |
| SP   | TSS  | 96.49  | 2022年NHK杯                |
| SP   | TES  | 55.46  | 2022年NHK杯                |
| SP   | PCS  | 41.03  | 2022年NHK杯                |
| FS   | TSS  | 183.72 | 2024年ネーベルホルン杯     |
| FS   | TES  | 101.30 | 2024年ネーベルホルン杯     |
| FS   | PCS  | 83.82  | 2023年スケートカナダ       |

| 部門 | 種類 | 得点   | 大会                         |
| ---- | ---- | ------ | ---------------------------- |
| 総合 | TSS  | 232.42 | 2015年コペルニクススターズ   |
| SP   | TSS  | 76.14  | 2014年JGPファイナル          |
| SP   | TES  | 43.46  | 2014年JGPファイナル          |
| SP   | PCS  | 34.85  | 2016年リレハンメルユース五輪 |
| FS   | TSS  | 157.26 | 2015年コペルニクススターズ   |
| FS   | TES  | 86.74  | 2015年コペルニクススターズ   |
| FS   | PCS  | 70.80  | 2016年リレハンメルユース五輪 |

### 主な戦績
- GP - ISUグランプリシリーズ
- CS - ISUチャレンジャーシリーズ

| 大会名                       | 2016–17 | 2017–18 | 2018–19 | 2019–20 | 2020–21 | 2021–22 | 2022–23 | 2023–24 | 2024–25 | 2025–26 |
| ---------------------------- | ------- | ------- | ------- | ------- | ------- | ------- | ------- | ------- | ------- | ------- |
| 世界選手権                   |         |         |         |         |         |         | 15位    |         |         |         |
| 四大陸選手権                 |         |         |         |         |         |         |         | 4位     |         |         |
| GP ファイナル                |         |         |         |         |         |         | 2位     |         |         |         |
| GP NHK杯                     | 欠場    |         | 6位     | 6位     | 8位     | 7位     | 2位     |         |         |         |
| GP スケートカナダ            |         |         |         |         |         | 7位     |         | 1位     | 4位     |         |
| GP 中国杯                    |         |         |         |         |         |         |         | 6位     |         | TBD     |
| GP フランス杯                | 欠場    |         |         |         |         |         | 2位     |         |         |         |
| GP フィンランディア杯        |         |         |         |         |         |         |         |         | 4位     | TBD     |
| CS ネーベルホルン杯          |         |         |         |         |         |         |         |         | 1位     |         |
| CS アジアフィギュア杯        |         |         | 1位     |         |         |         |         |         |         |         |
| CS オータムクラシック        | 欠場    |         |         |         |         |         |         | 4位     |         |         |
| CS フィンランディア杯        |         |         | 9位     | 2位     |         |         |         |         |         |         |
| CS USクラシック              |         |         |         | 2位     |         |         |         |         |         |         |
| CS ワルシャワ杯              |         |         |         |         |         | 1位     |         |         |         |         |
| Road to 26 Trophy            |         |         |         |         |         |         |         |         | 3位     |         |
| 冬季ユニバーシティーゲームズ |         |         |         |         |         |         | 1位     |         | 6位     |         |
| チャレンジカップ             |         |         | 1位     |         |         | 3位     | 2位     |         |         |         |
| プランタン杯                 |         | 5位     |         |         |         |         |         |         |         |         |
| 全日本選手権                 |         | 9位     | 9位     | 7位     | 9位     | 8位     | 5位     | 3位     | 10位    |         |

- JGP - ISUジュニアグランプリシリーズ
- J - ジュニアクラス
- N - ノービスクラス、A - ノービスAクラス、B - ノービスBクラス

| 大会名                   | 2011–12 | 2012–13 | 2013–14 | 2014–15 | 2015–16 |
| ------------------------ | ------- | ------- | ------- | ------- | ------- |
| ユースオリンピック       |         |         |         |         | 1位     |
| 世界ジュニア選手権       |         |         |         | 3位     | 欠場    |
| JGP ファイナル           |         |         |         | 2位     | 3位     |
| JGP クールシュヴェル     |         |         |         | 2位     |         |
| JGP コペルニクススターズ |         |         |         |         | 1位     |
| JGP コロラドスプリングス |         |         |         |         | 3位     |
| JGP タリン杯             |         |         |         | 2位     |         |
| JGP リガ杯               |         |         | 11位    |         |         |
| プランタン杯             |         |         | 1位 J   |         |         |
| トリグラフトロフィー     | 1位 N   | 1位 N   |         |         |         |
| 全日本選手権             |         |         | 14位    | 6位     | 6位     |
| 全日本ジュニア選手権     | 11位    | 4位     | 5位     | 2位     | 1位     |
| 全日本ノービス選手権     | 2位 A   | 1位 A   |         |         |         |

### 詳細

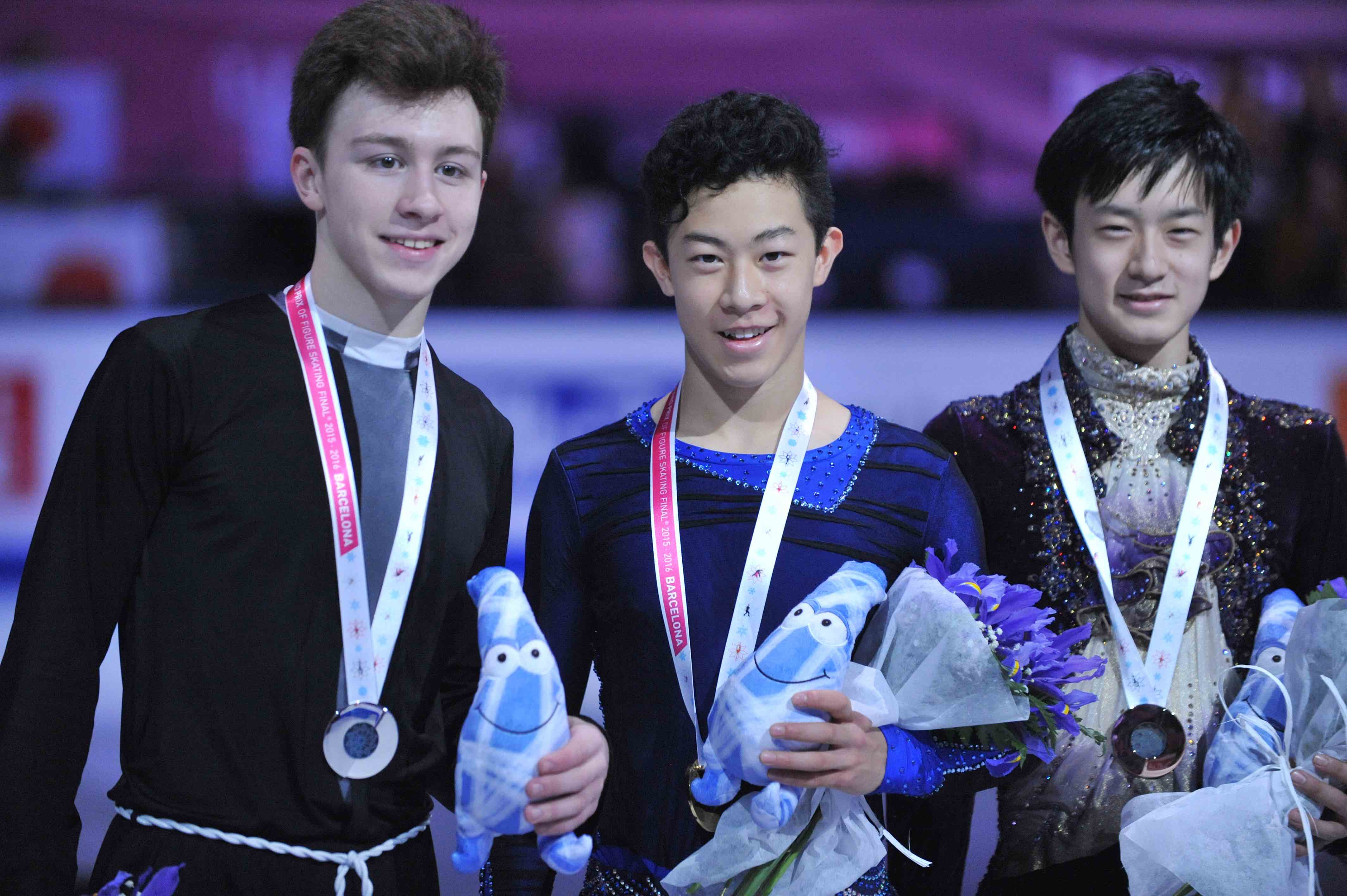
2015年ジュニアグランプリファイナル銅メダル

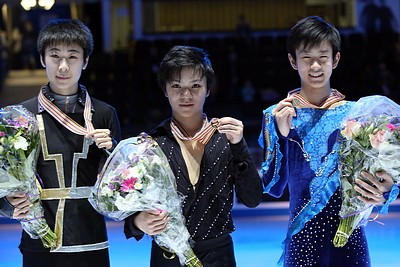
2015年世界ジュニアフィギュアスケート選手権銅メダル

- マークが付いている大会はISU公認の国際大会
- パーソナルベストは太字で表示

| 2024-2025 シーズン    |                                                                  |         |           |           |
| 開催日                | 大会名                                                           | SP      | FS        | 結果      |
| 2025年2月19日 - 20日  | Road to 26 Trophy (五輪プレ大会)（ミラノ）                       | 4 83.79 | 3 153.68  | 3 237.47  |
| 2025年1月13日 - 23日  | FISU 冬季ワールドユニバーシティゲームズ（トリノ）                | 6 78.81 | 5 163.42  | 6 242.23  |
| 2024年12月19日 - 22日 | 第93回全日本フィギュアスケート選手権（門真）                     | 7 80.10 | 12 141.22 | 10 217.09 |
| 2024年11月15日 - 17日 | ISUグランプリシリーズ フィンランディア杯（ヘルシンキ）           | 4 82.43 | 3 167.48  | 4 249.91  |
| 2024年10月25日 - 27日 | ISUグランプリシリーズ スケートカナダ（ハリファックス）           | 3 92.16 | 3 164.84  | 4 257.00  |
| 2024年9月19日 - 21日  | ISUチャレンジャーシリーズ ネーベルホルン杯（オーベルストドルフ） | 3 79.00 | 1 183.72  | 1 262.72  |

| 2023-2024 シーズン     |                                                       |         |          |          |
| 開催日                 | 大会名                                                | SP      | FS       | 結果     |
| 2024年1月30日 - 2月4日 | 2024年四大陸フィギュアスケート選手権（上海）          | 4 94.44 | 4 168.99 | 4 263.43 |
| 2023年12月20日 - 24日  | 第92回全日本フィギュアスケート選手権（長野）          | 2 94.58 | 3 192.42 | 3 287.00 |
| 2023年11月10日 - 12日  | ISUグランプリシリーズ中国杯（重慶）                   | 8 75.48 | 5 170.10 | 6 245.58 |
| 2023年10月27日 - 29日  | ISUグランプリシリーズ スケートカナダ（バンクーバー ） | 1 89.56 | 3 168.86 | 1 258.42 |

| 2022-2023 シーズン    |                                                              |          |           |           |
| 開催日                | 大会名                                                       | SP       | FS        | 結果      |
| 2023年3月20日 - 26日  | 2023年世界フィギュアスケート選手権（さいたま）               | 17 75.48 | 15 156.91 | 15 232.39 |
| 2023年2月23日 - 26日  | 2023年チャレンジカップ（ティルブルフ）                       | 2 84.72  | 2 160.89  | 2 245.61  |
| 2023年01月12日 - 22日 | FISU冬季ワールドユニバーシティーゲームズ（レークプラシッド） | 1 101.32 | 1 173.54  | 1 274.86  |
| 2022年12月21日 - 25日 | 第91回全日本フィギュアスケート選手権（門真）                 | 3 86.89  | 7 158.52  | 5 245.41  |
| 2022年12月8日 - 11日  | 2022/2023 ISUグランプリファイナル（トリノ）                  | 2 94.86  | 3 179.49  | 2 274.35  |
| 2022年11月18日 - 20日 | ISUグランプリシリーズNHK杯（札幌）                           | 1 96.49  | 6 161.36  | 2 257.85  |
| 2022年11月4日 - 6日   | ISUグランプリシリーズフランスグランプリ（アンジェ）          | 1 92.42  | 3 165.48  | 2 257.90  |

| 2021-2022 シーズン        |                                                      |         |           |          |
| 開催日                    | 大会名                                               | SP      | FS        | 結果     |
| 2022年2月24日 - 27日      | 2022年チャレンジカップ（ハーグ）                     | 1 90.25 | 3 147.51  | 3 237.76 |
| 2021年12月22日 - 26日     | 第90回全日本フィギュアスケート選手権（さいたま）     | 4 93.79 | 12 146.39 | 8 240.18 |
| 2021年11月12日 - 14日     | 2021年NHK杯国際フィギュアスケート競技大会（東京）    | 5 86.05 | 8 152.85  | 7 238.90 |
| 2021年11月17日 - 21日     | ISUチャレンジャーシリーズ ワルシャワ杯（ワルシャワ） | 1 91.75 | 3 155.90  | 1 247.65 |
| 2021年10月29日 - 11月01日 | ISUグランプリシリーズ スケートカナダ（バンクーバー） | 7 78.78 | 8 146.96  | 7 225.74 |

| 2020-2021 シーズン    |                                                   |         |          |          |
| 開催日                | 大会名                                            | SP      | FS       | 結果     |
| 2020年12月24日 - 27日 | 第89回全日本フィギュアスケート選手権（長野）      | 6 82.60 | 9 134.74 | 9 217.34 |
| 2020年11月27日 - 29日 | 2020年NHK杯国際フィギュアスケート競技大会（門真） | 9 62.38 | 7 127.81 | 8 190.19 |

| 2019-2020 シーズン    |                                                              |          |          |          |
| 開催日                | 大会名                                                       | SP       | FS       | 結果     |
| 2019年12月19日 - 22日 | 第88回全日本フィギュアスケート選手権（東京）                 | 13 68.16 | 7 152.33 | 7 220.49 |
| 2019年11月22日 - 24日 | ISUグランプリシリーズ NHK杯（札幌）                          | 7 74.88  | 5 151.39 | 6 226.27 |
| 2019年10月11日 - 13日 | ISUチャレンジャーシリーズ フィンランディア杯（エスポー）     | 1 92.81  | 6 130.43 | 2 223.24 |
| 2019年9月17日 - 22日  | ISUチャレンジャーシリーズ USクラシック（ソルトレイクシティ） | 3 82.88  | 2 157.23 | 2 240.11 |

| 2018-2019 シーズン    |                                                          |          |           |          |
| 開催日                | 大会名                                                   | SP       | FS        | 結果     |
| 2019年2月21日 - 24日  | 2019年チャレンジカップ（ハーグ）                         | 1 82.24  | 1 171.63  | 1 253.87 |
| 2018年12月20日 - 24日 | 第87回全日本フィギュアスケート選手権（門真）             | 10 71.95 | 8 140.74  | 9 212.69 |
| 2018年11月8日 - 11日  | ISUグランプリシリーズ NHK杯（広島）                      | 6 74.98  | 5 138.42  | 6 213.40 |
| 2018年10月4日 - 7日   | ISUチャレンジャーシリーズ フィンランディア杯（エスポー） | 8 72.16  | 10 133.63 | 9 205.79 |
| 2018年8月1日 - 5日    | ISUチャレンジャーシリーズアジアフィギュア杯（バンコク）  | 6 57.92  | 1 141.00  | 1 198.92 |

| 2017-2018 シーズン    |                                              |         |           |          |
| 開催日                | 大会名                                       | SP      | FS        | 結果     |
| 2018年3月16日 - 18日  | 2018年プランタン杯（ルクセンブルク）         | 6 69.04 | 5 128.77  | 5 197.81 |
| 2017年12月20日 - 24日 | 第86回全日本フィギュアスケート選手権（調布） | 8 72.88 | 10 135.39 | 9 208.27 |

| 2016-2017 シーズン      |                                                                |    |    |      |
| 開催日                  | 大会名                                                         | SP | FS | 結果 |
| 2016年11月25日 - 27日   | ISUグランプリシリーズ NHK杯（札幌）                            |    |    | 辞退 |
| 2016年11月11日 - 13日   | ISUグランプリシリーズ フランス杯（パリ）                       |    |    | 辞退 |
| 2016年9月29日 - 10月1日 | ISUチャレンジャーシリーズ オータムクラシック（ピエールフォン） |    |    | 欠場 |

| 2015-2016 シーズン    |                                                                    |          |          |          |
| 開催日                | 大会名                                                             | SP       | FS       | 結果     |
| 2016年3月14日 - 20日  | 2016年世界ジュニアフィギュアスケート選手権（デブレツェン）         |          |          | 辞退     |
| 2016年2月12日 - 21日  | リレハンメルユースオリンピック（ハーマル）                         | 1 73.07  | 3 142.45 | 1 215.52 |
| 2015年12月24日 - 27日 | 第84回全日本フィギュアスケート選手権（札幌）                       | 11 62.92 | 5 152.23 | 6 215.15 |
| 2015年12月9日 - 13日  | 2015/2016 ISUジュニアグランプリファイナル（バルセロナ）            | 3 72.85  | 4 132.46 | 3 205.31 |
| 2015年11月21日 - 23日 | 第84回全日本フィギュアスケートジュニア選手権（ひたちなか）         | 1 70.42  | 1 142.98 | 1 213.40 |
| 2015年9月23日 - 27日  | ISUジュニアグランプリ コペルニクススターズ（トルン）               | 1 75.16  | 1 157.26 | 1 232.42 |
| 2015年9月2日 - 6日    | ISUジュニアグランプリ コロラドスプリングス（コロラドスプリングス） | 2 65.11  | 3 138.57 | 3 203.68 |

| 2014-2015 シーズン    |                                                            |         |          |          |
| 開催日                | 大会名                                                     | SP      | FS       | 結果     |
| 2015年3月2日 - 8日    | 2015年世界ジュニアフィギュアスケート選手権（タリン）       | 7 69.99 | 3 145.46 | 3 215.45 |
| 2014年12月25日 - 28日 | 第83回全日本フィギュアスケート選手権（長野）               | 7 67.19 | 6 139.61 | 6 206.80 |
| 2014年12月11日 - 14日 | 2014/2015 ISUジュニアグランプリファイナル（バルセロナ）    | 1 76.14 | 3 136.98 | 2 213.12 |
| 2014年11月22日 - 24日 | 第83回全日本フィギュアスケートジュニア選手権（新潟）       | 2 67.81 | 1 134.69 | 2 202.50 |
| 2014年9月24日 - 28日  | ISUジュニアグランプリ タリン杯（タリン）                   | 2 66.42 | 2 136.28 | 2 202.70 |
| 2014年8月20日 - 24日  | ISUジュニアグランプリ クールシュヴェル（クールシュヴェル） | 3 65.66 | 2 130.14 | 2 195.80 |

| 2013-2014 シーズン     |                                                        |          |           |           |
| 開催日                 | 大会名                                                 | SP       | FS        | 結果      |
| 2014年3月14日 - 16日   | 2014年プランタン杯ジュニアクラス（ルクセンブルク市）   | 1 65.24  | 1 112.71  | 1 177.95  |
| 2013年12月20日 - 23日  | 第82回全日本フィギュアスケート選手権（さいたま）       | 11 65.90 | 19 104.72 | 14 170.62 |
| 2012年11月22日 - 24日  | 第82回全日本フィギュアスケートジュニア選手権（名古屋） | 3 62.28  | 10 103.82 | 5 166.10  |
| 2013年8月27日 - 9月1日 | ISUジュニアグランプリ リガ杯（リガ）                   | 11 56.15 | 12 100.08 | 11 156.23 |

| 2012-2013 シーズン    |                                                                   |          |          |          |
| 開催日                | 大会名                                                            | SP       | FS       | 結果     |
| 2013年3月27日 - 31日  | 2013年トリグラフトロフィー アドバンスドノービスクラス（ブレッド） | 1 45.20  | 1 76.49  | 1 121.69 |
| 2012年11月16日 - 18日 | 第81回全日本フィギュアスケートジュニア選手権（西東京）            | 11 47.32 | 4 112.29 | 4 159.61 |
| 2012年10月26日 - 28日 | 第16回全日本フィギュアスケートノービス選手権 Aクラス（京都）      |          | 1 95.51  | 1 95.51  |
| 2012年8月8日 - 12日   | 2012年アジアフィギュア杯 アドバンスドノービスクラス（台北）       | 1 39.78  | 2 72.04  | 2 111.82 |

| 2011-2012 シーズン    |                                                                       |          |          |           |
| 開催日                | 大会名                                                                | SP       | FS       | 結果      |
| 2012年4月4日 - 8日    | 2012年トリグラフトロフィー アドバンスドノービスクラス（イェセニツェ） | 1 42.00  | 1 69.41  | 1 111.41  |
| 2011年11月25日 - 27日 | 第80回全日本フィギュアスケートジュニア選手権（八戸）                  | 14 41.62 | 10 90.98 | 11 132.60 |
| 2011年10月28日 - 30日 | 第15回全日本フィギュアスケートノービス選手権 Aクラス（西東京）        |          | 2 90.88  | 2 90.88   |
| 2011年8月22日 - 26日  | 2011年アジアフィギュア杯 アドバンスドノービスクラス（東莞）           | 1 39.48  | 3 44.20  | 2 83.68   |

## プログラム使用曲
| シーズン  | ショートプログラム                                                                                           | フリースケーティング                                                                               | エキシビション                                                                                   |
| --------- | --- | -------------------------------------------------------------------------------------------------- | ------------------------------------------------------------------------------------------------ |
| 2024-2025 | Split, Postcards From Far Away Francesco Libetta, Ezio Bosso, arranged by Cedric Tour 振付：ブノワ・リショー | Melting Nico Cartosio Sogno di Volare (The Dream Of Flight) Christopher Tin 振付：ローリー・ニコル | Beat It 作曲：マイケル・ジャクソン 演奏：藤井風 振付：佐藤操                                     |
| 2023-2024 | Chameleon 曲：メイナード・ファーガソン 振付：デヴィッド・ウィルソン                                          | エクソジェネシス交響曲第3番 曲：ミューズ 振付：宮本賢二                                            | Teeth 曲：5 Seconds of Summer 振付：佐藤操                                                       |
| 2022-2023 | イエスタデイ 作曲：レノン＝マッカートニー 振付：樋口美穂子                                                   | ピアノ協奏曲第2番 作曲：セルゲイ・ラフマニノフ 演奏：デイヴィッド・ギャレット 振付：鈴木明子       | Teeth 曲：5 Seconds of Summer 振付：佐藤操 Poeta En El Mar 曲：ビセンテ・アミーゴ 振付：宮本賢二 |
| 2021-2022 | イエスタデイ 作曲：レノン＝マッカートニー 振付：樋口美穂子                                                   | これからも僕はいるよ（イオ・チ・サロ） 歌：アンドレア・ボチェッリ 振付：樋口美穂子                 | ユア・ビューティフル 作曲：アマンダ・ゴースト、ジェームス・ブラント 振付：鈴木明子               |
| 2020-2021 | 『黒い瞳』 振付：宮本賢二                                                                                    | 映画「ドラゴン/ブルース・リー物語」より 振付：宮本賢二                                             |                                                                                                  |
| 2019-2020 | 『エデンの東』より 作曲：リー・ホールドリッジ 振付：パスカーレ・カメレンゴ                                   | In This Shirt 作曲：ジェイミー・マクダモット 振付：パスカーレ・カメレンゴ                          | ユア・ビューティフル 作曲：アマンダ・ゴースト、ジェームス・ブラント 振付：鈴木明子               |
| 2018-2019 | G線上のアリア 作曲：ヨハン・ゼバスティアン・バッハ 振付：宮本賢二                                            | 信長協奏曲 作曲：☆Taku Takahashi 振付：宮本賢二                                                    | アンセム（ミュージカル『チェス』より） ボーカル：ジョシュ・グローバン 振付：鈴木明子             |
| 2017-2018 | アンセム（ミュージカル『チェス』より） ボーカル：ジョシュ・グローバン 振付：鈴木明子                         | ミュージカル『ジキル&ハイド』より 作曲：フランク・ワイルドホーン 振付：宮本賢二                    |                                                                                                  |
| 2016-2017 | アンセム（ミュージカル『チェス』より） ボーカル：ジョシュ・グローバン 振付：鈴木明子                         | ミュージカル『ジキル&ハイド』より 作曲：フランク・ワイルドホーン 振付：宮本賢二                    |                                                                                                  |
| 2015-2016 | ポエタ 作曲：ビセンテ・アミーゴ 振付：宮本賢二                                                               | ピアノ協奏曲第1番 作曲：ピョートル・チャイコフスキー 振付：宮本賢二                                | 愛のテーマ 映画『ニュー・シネマ・パラダイス』より ボーカル：ジョセフ・カレヤ                     |
| 2014-2015 | ピアノ協奏曲第1番 ピアノ協奏曲第2番 作曲：セルゲイ・ラフマニノフ 振付：本郷裕子                              | 映画『ローレライ』より 作曲：佐藤直紀 振付：本郷裕子                                               | 愛のテーマ 映画『ニュー・シネマ・パラダイス』より ボーカル：ジョセフ・カレヤ                     |
| 2013-2014 | テレビドラマ『天地人』より 作曲：大島ミチル 振付：本郷裕子                                                   | 映画『ローレライ』より 作曲：佐藤直紀 振付：本郷裕子                                               | テレビ番組『サンダーバード』より 作曲：バリー・グレイ                                            |

## スポンサーシップ・アドバイザリー・サポート契約
- 株式会社コラントッテ (2024年 - )[101]
- 株式会社MIXI (2024年 - )